# Hôtel de Bompard
L'hôtel de Bompard, aussi appelé de Barthélémy est un hôtel particulier situé au 12 rue Fauchier à Aix-en-Provence.

## Construction et historique
L'hôtel fut construit en 1576 sur ordre de Mr Bompard, conseiller au Parlement de Provence. Il fut vendu vers 1647 à Mr François de Barthélemy, consul d'Aix, date à laquelle il fut remanié par ce dernier.

## Architecture
La façade est haute et sévère chargée de refends. Porte notable, à fronton interrompu encadrant un blason. 
Il y a deux médaillons de marbre noir datés et à double armoiries sur le mur d'échiffre.
A l'intérieur s'ouvre une large cage d'escalier sur une cour intérieure, qui a perdu son décor sculpté.

## Informations complémentaires
L'hôtel est à présent privé (divisé en appartements) et n'est pas visitable librement.